# Eesti Rahvusringhääling
Az Eesti Rahvusringhääling (röviden: ERR) az észt közszolgálati műsorszolgáltató egy közpénzből finanszírozott és állami tulajdonban lévő rádió- és televíziószervezet, amelyet Észtországban hoztak létre 2007. június 1-jén, hogy átvegye a korábban különálló Eesti Raadio (ER) és az Eesti Televisioon (ETV) funkcióit az észt nemzeti műsorszolgáltatásról szóló törvény értelmében. Az ERR első elnöke Margus Allikmaa, az Eesti Raadio korábbi elnöke. Jelenlegi vezérigazgatója Erik Roose.
A szervezet megalakulása óta népszerűnek bizonyult, az ETV országos televíziós csatornává vált, amely saját műsorokat készít. Az Eesti Rahvusringhääling (ERR) élőben közvetíthető a világ minden tájáról online böngészőkből és egy alkalmazásból.

## Története

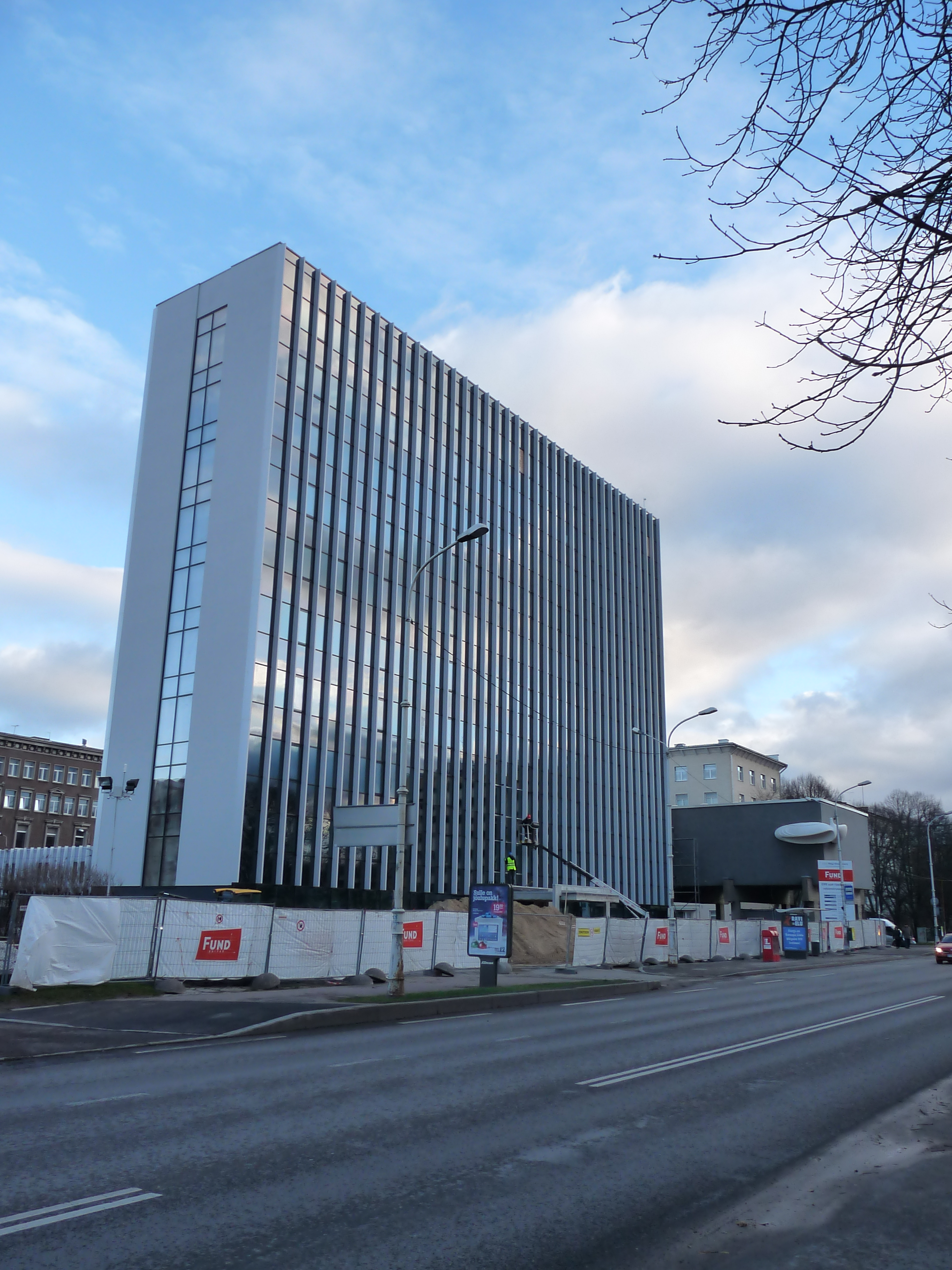
Az Eesti Rahvusringhääling székháza felújítás alatt

2007. január 18-án az észt parlament elfogadta azt a törvényt, amelyben kinevezték az Észt Műsorszolgáltatási Tanácsot (Eesti Ringhäälingunõukogut) az ERR öt nemzeti rádiócsatornájának és egyetlen televíziójának szabályozó testületeként.
A rendszeres rádióadások 1926. december 18-án kezdődtek, míg a televíziós adásokat először 1955. július 19-én kezdték el sugározni Észtországban. Az ERR állami támogatást kap öt országos rádió- és két tévécsatornája működésének finanszírozására. Az ERR számos projektben vesz részt a Európai Műsorsugárzók Uniója (EBU) keretein belül, amelynek teljes jogú tagja, különösen zenei csereprogramokban és koncertsorozatokban. Emellett az ERR Rádió Drámai Osztálya nemzetközi elismerést is szerzett az EBU által szervezett rendezvényeken.
2014. szeptember 19-én az észt kormány jóváhagyott egy dedikált orosz nyelvű tévécsatorna létrehozását az ERR-hálózat részeként. Az ETV+ csatorna 2015. szeptember végén indult.  
2019 áprilisában az Észt Nemzeti Műsorszolgáltató bejelentette, hogy Kadarik Tüür Arhitektid nyerte a várhatóan 2023-ban elkészülő új tévéház tervpályázatát. Ugyanebben a hónapban megkezdődött a 15 hónapos tervezési munka. Az Észt Nemzeti Műsorszolgáltató a Faehlmann 12., Faehlmann 10. és Gonsiori 27. szám alatti épületeket az értékcsökkenés miatt 2022-ben vagy 2023-ban kívánja értékesíteni.

## Televíziócsatornák
| Logó | Csatorna neve | Tematika                                                                   | Indulás dátuma       |
| ---- | ------------- | -------------------------------------------------------------------------- | -------------------- |
|      | ETV           | közérdekű televíziós csatorna                                              | 1955. július 19.     |
|      | ETV2          | gyerekműsorok, sport-, kulturális műsorok, minőségi filmek, drámasorozatok | 2008. augusztus 8.   |
|      | ETV+          | orosz nyelvű televíziós csatorna az orosz kisebbség számára                | 2015. szeptember 28. |

## Rádiócsatornák
- Vikerraadio – teljes formátumú műsor
- Raadio 2 – egy pop/underground zenére specializálódott állomás, amely elsősorban a 15–29 év közötti hallgatókat célozza meg:
- Klassikaraadio – felvett és élő klasszikus és népzenei, jazz- és kulturális műsorok
- Raadio 4 – nyelvi kisebbségeknek, különösen Észtország orosz nyelvű közösségének
- Raadio Tallinn – hírek és információk külföldi hallgatók számára, beleértve az ERR Uudised, a BBC World Service és a Radio France Internationale elemeit